# Ралис Плюфас
Ралис Плюфас (на гръцки: Ράλλης Πλιούφας) е гръцки архитект от XIX век.

## Биография
Ралис Плюфас е роден около 1800 година в костурското гръцко село Богатско, тогава в Османската империя, днес в Гърция. В ранна възраст се установява в столицата Цариград, където учи архитектура. По-късно работи в Атина и Солун, където издига църквата „Свети Мина“. Голям дарител е на родното си село.